# Люботинська вулиця (Київ)
Люботи́нська ву́лиця — вулиця в Дніпровському районі міста Києва, місцевість Ліски. Пролягає від Слобожанської вулиці до вулиць Новаторів і Трактористів.
До Люботинської вулиці прилучається Люботинський провулок.

## Історія
Люботинська вулиця виникла у середині XX століття під назвою Нова. Сучасна назва — з 1955 року, на честь міста Люботин у Харківській області.